# 偶像事變
偶像事變是由MAGES.發起的日本跨媒體製作企劃，作品主題為代表47個都道府縣的偶像議員之間的選舉大戰。
最初預定在2014年秋季發布手機遊戲，但在同年8月公告延期，其後有一年以上沒有後續報導。2015年夏季，名為「重啟」的企劃再次展開，重啟後的故事、登場人物等各作品設定，以及部分聲優與當初公佈的狀況有所不同，官方Twitter也隨之將重啟前的推文全部刪除。遊戲後來在2016年10月正式發布，但在2017年7月結束遊戲營運，電視動畫已在2017年1月播出，漫畫版於《電擊G's漫畫》（KADOKAWA）自2016年9月號開始連載至2017年10月。

## 故事簡介
在類似現代日本的平行世界「Nippon」，存在著貧富差距、環境污染、垃圾過量、待機兒童、貪污等諸多問題，然而身為既得利益者的政府卻對這些問題與人民的不滿束手無策。就在Nippon陷入絕境之際，「偶像」們終於挺身而出！她們將成為代表各都道府縣的國會議員，用歌聲和舞蹈讓國民重新綻放笑容，為Nippon帶來炫目的光彩。

## 登場人物

### 女主角黨
星菜夏月（聲：八島莎拉拉）
代表新潟縣的偶像議員。
鬼丸靜（聲：淵上舞）
代表福岡縣的偶像議員。
近堂幸惠（聲：上田麗奈）
代表富山縣的偶像議員。

### 贊來黨
不動瑞希（聲：Lynn）
代表東京都的偶像議員。
貓平小夜（聲：照井春佳）
代表岩手縣的偶像議員。
新城小夏（聲：藏合紗惠子）
代表愛知縣的偶像議員。
木谷瑠瑠（聲：明坂聰美）
代表埼玉縣的偶像議員。
龍石堂千夏（聲：布萊德庫特·莎拉·惠美）
代表福島縣的偶像議員。
保崎悅子
代表群馬縣的偶像議員。
西園寺埃莉諾（聲：雨宮天）
代表東京都的偶像議員。
一花向日葵（聲：洲崎綾）
代表石川縣的偶像議員。
日沖羽美
代表三重縣的偶像議員。
青笹凜凜花
代表島根縣的偶像議員。
清遠乙女（聲：冨岡美沙子）
代表高知縣的偶像議員。
夢乃姬奈（聲：辻步美）
代表愛媛縣的偶像議員。
鹿子木鈴（聲：大龜明日香）
代表熊本縣的偶像議員。
赤峰小春（聲：種﨑敦美）
代表大分縣的偶像議員。

### 星光黨
飯塚櫻子（聲：久保百合花）
代表奈良縣的偶像議員。
鳴神五十鈴（聲：安濟知佳）
代表和歌山縣的偶像議員。
綾井白雪（聲：木戶衣吹）
代表香川縣的偶像議員。
鳳京奏（聲：荒川美穗）
代表宮城縣的偶像議員。
村瀨優（聲：小松未可子）
代表山梨縣的偶像議員。
若代真菜（聲：鳴瀨真美）
代表滋賀縣的偶像議員。
門永千晶（聲：小日向茜）
代表鳥取縣的偶像議員。
雪之下椿（聲：佐土原香織）
代表岡山縣的偶像議員。
興梠美琴（聲：寶木久美）
代表宮崎縣的偶像議員。

### 美少女黨
桃井梅（聲：仲谷明香）
代表神奈川縣的偶像議員。
五十鈴川櫻（聲：長嶋陽香）
代表山形縣的偶像議員。
北仲日和（聲：小岩井小鳥）
代表京都府的偶像議員。
知花摩妮卡（聲：井澤詩織）
代表沖繩縣的偶像議員。
三宅雪乃（聲：礒部花凜）
代表岐阜縣的偶像議員。
澤田光（聲：藤田茜）
代表靜岡縣的偶像議員。

### 若葉黨
天羽來葉（聲：吉田有里）
代表德島縣的偶像議員。
清水由奈（聲：芹澤優）
代表長野縣的偶像議員。
雨宮唯奈（聲：近藤唯）
代表栃木縣的偶像議員。
平澤美佑（聲：野水伊織）
代表北海道的偶像議員。
加賀谷紫苑（聲：古谷靜佳）
代表秋田縣的偶像議員。
堤下亞子（聲：佳村遙）
代表大阪府的偶像議員。

### 次文化新黨
小水流美香（聲：赤崎千夏）
代表鹿兒島縣的偶像議員。
安田和奈（聲：櫻川惠）
代表茨城縣的偶像議員。
龜谷初（聲：日高里菜）
代表千葉縣的偶像議員。
七瀨美沙（聲：原田瞳）
代表山口縣的偶像議員。
光武莉娜（聲：東山奈央）
代表佐賀縣的偶像議員。

### SOS黨
闇†林檎大人（聲：山本希望）
代表青森縣的偶像議員。
愛場純（聲：早乃香織）
代表福井縣的偶像議員。
金月愛奈（聲：西明日香）
代表兵庫縣的偶像議員。
大垣秋子
代表廣島縣的偶像議員。
小佐佐薇樂敏（聲：古木望）
代表長崎縣的偶像議員。

### 樓凱黨
櫻庭統一郎（聲：石井康嗣）
執政樓凱黨籍的內閣總理大臣。
神代桂（聲：藤原祐規）
執政樓凱黨籍的官房長官。

## 漫畫
由奈月可可創作漫畫版《偶像事變 ~ 鳩聽不見他們的悲鳴》，於《電擊G's漫畫》（KADOKAWA）自2016年9月號開始連載。

## 遊戲
手機遊戲應用程式自2016年10月21日開始營運，發行商為BBB。原則上免費下載（採道具收費制）。
自 2017年4月7日15:00 (UTC+9)实行长期维护，结束时间未定
游戏已于 2017年7月31日（月）15:00 (UTC+9)正式停止运营
主題曲
作詞、作曲：淳君，編曲：大久保薰，主唱：SMILE♥X

## 電視動畫
從2017年1月開始在TOKYO MX、BS富士等電視台播放。

### 製作人員
- 原作：MAGES.（日语：MAGES.）
- 角色原案：CUTEG、Tiv、空中幼彩、
- 導演：吉田大輔
- 人物設定、總作畫監督：石井舞
- 動畫角色原案：Tiv
- 劇本統籌：高山直也（日语：高山直也）
- 各話劇本：川嶋澄乃、林壯太郎
- 美術指導：清水友幸
- 色彩設計：堀川佳典
- CGI指導：
- 攝影指導：松井伸哉
- 編輯：神宮司由美
- 音效指導：榎本崇宏（日语：榎本崇宏）
- 音樂：立山秋航（日语：立山秋航）
- 主題曲音樂製作：淳君
- 編舞：MaiMai
- 動畫製作：MAPPA、VOLN

### 主題曲
片頭曲
作詞、作曲：淳君，編曲：大久保薰，主唱：SMILE♥X
第10話、第12話亦作插曲使用。
片尾曲「Respect」
作詞、作曲：淳君，編曲：江上浩太郎，主唱：with
插曲
「START UP, DREAM!!」（第1話、第7話－第9話、第11話、第12話）
作詞：磯谷佳江，作曲：小野貴光，編曲：玉木千尋，主唱：with
「Sunrise」（第2話、第4話）
作詞：，作曲、編曲：，主唱：A.I.S
「It's All Star☆Right彡」（第3話）
作詞：成澤光，作曲、編曲：，主唱：KiraKira
「Honey Moon Cafe」（第4話）
作詞：磯谷佳江，作曲：小野貴光，編曲：玉木千尋，主唱：Honey Trap
「Green Fairy」（第5話）
作詞：金子麻友美，作曲、編曲：溝口雅大，主唱：Carbuncle
（第6話）
作詞：金子麻友美，作曲、編曲：，主唱：美香莉娜
（第9話）
作詞：磯谷佳江，作曲：小野貴光，編曲：玉木千尋，主唱：Cherry7
「 Full Throttle」（第12話）
作詞：漆野淳哉，作曲、編曲：森本貴大，主唱：SMILE♥X

### 各話列表
| 話數   | 日文標題           | 中文標題               | 劇本     | 分鏡       | 演出            | 作畫監督                                                                    | 片尾插畫 |
| ------ | ------------------ | ---------------------- | -------- | ---------- | --------------- | --------------------------------------------------------------------------- | -------- |
| 事變01 |                    | 就算我成為國會議員     | 高山直也 | 吉田大輔   | 藤瀨順一        | 高橋美香                                                                    | Tiv      |
| 事變02 | 少女S              | 少女S                  | 高山直也 | 中山正惠   | 守泰祐          | 阿比留隆彥、Choi byung hee 渚美帆                                           | 空中幼彩 |
| 事變03 | Nyanway Generation | Nyanway Generation     | 川嶋澄乃 | 博多正壽   | Won Chang hee   | Yu Jeong in                                                                 |          |
| 事變04 |                    | 搖擺吧湘南海灘         | 林壯太郎 | 島崎奈奈子 | 島崎奈奈子      | 飯飼一幸、竹島照子                                                          |          |
| 事變05 |                    | 幼兒園天堂             | 高山直也 | 藤瀨順一   | 藤瀨順一        | 高橋美香、稻田俊子                                                          |          |
| 事變06 | TOO SHY SHY GIRL!  | TOO SHY SHY GIRL!      | 林壯太郎 | 西村聰     | 寺澤和晃        | 阿比留隆彥                                                                  |          |
| 事變07 |                    | 麥克風可不是裝飾品     | 川嶋澄乃 | 中山正惠   | 守泰祐          | 勝谷遙、渚美帆                                                              | CUTEG    |
| 事變08 |                    | MISS我吧寂寞           | 高山直也 | 矢野博之   | Won Chang hee   | Jang Hee kyu                                                                |          |
| 事變09 |                    | 議員服與機關槍         | 林壯太郎 | 島崎奈奈子 | 島崎奈奈子      | 飯飼一幸、稻田俊子 福士真由美、中野繭子                                     |          |
| 事變10 |                    | Dancing Heroine        | 川嶋澄乃 | 吉川博明   | 藤瀨順一        | 高橋美香                                                                    | 石井舞   |
| 事變11 |                    | 真的是Live的5秒前      | 高山直也 | 知吹愛弓   | 寺澤和晃        | 阿比留隆彥、渚美帆                                                          | 石井舞   |
| 事變12 |                    | 無論如何都是偶像議員！ | 高山直也 | 神志那弘志 | 守泰祐 吉田大輔 | 高橋美香、勝谷遙 稻田俊子、渚美帆 飯飼一幸、Choi byung hee 石井舞、吉田大輔 | Tiv      |

### BD/DVD
| 卷數 | 發售日期      | 收錄話數        | 規格編號   | 規格編號   |
| 卷數 | 發售日期      | 收錄話數        | BD         | DVD        |
| ---- | ------------- | --------------- | ---------- | ---------- |
| 1    | 2017年3月22日 | 第1話 - 第2話   | USSW-50001 | USSW-50007 |
| 2    | 2017年4月26日 | 第3話 - 第4話   | USSW-50002 | USSW-50008 |
| 3    | 2017年5月24日 | 第5話 - 第6話   | USSW-50003 | USSW-50009 |
| 4    | 2017年6月28日 | 第7話 - 第8話   | USSW-50004 | USSW-50010 |
| 5    | 2017年7月26日 | 第9話 - 第10話  | USSW-50005 | USSW-50011 |
| 6    | 2017年8月23日 | 第10話 - 第12話 | USSW-50006 | USSW-50012 |

### 團體成員
1. 1 2 3  星菜夏月（八島莎拉拉）、鬼丸靜（淵上舞）、近堂幸惠（上田麗奈）、不動瑞希（Lynn）、飯塚櫻子（久保百合花）、桃井梅（仲谷明香）、天羽來葉（吉田有里）、小水流美香（赤﨑千夏）、闇†林檎大人（山本希望）
2. 1 2  星菜夏月（八島莎拉拉）、鬼丸靜（淵上舞）
3. ↑  新城小夏（藏合紗惠子）、貓平小夜（照井春佳）、木谷瑠瑠（明坂聰美）
4. ↑  飯塚櫻子（久保百合花）、鳴神五十鈴（安濟知佳）、綾井白雪（木戶衣吹）
5. ↑  桃井梅（仲谷明香）、五十鈴川櫻（長嶋陽香）、北仲日和（小岩井小鳥）、知花摩妮卡（井澤詩織）
6. ↑  天羽來葉（吉田有里）、清水由奈（芹澤優）、雨宮唯奈（近藤唯）
7. ↑  小水流美香（赤﨑千夏）、光武莉娜（東山奈央）
8. ↑  白神沙希（田村由香里）、高崎梅布爾（植田佳奈）、向井和美（豐口惠）、泉澤慈（丹下櫻）

## 外部連結
- 《偶像事變》官方入口網站 （页面存档备份，存于）（日語）
- 《偶像事變》官方的X（前Twitter）（日語）